# Orde de Sant Llàtzer de Jerusalem
L'Orde de Sant Llàtzer o Orde Militar i Hospitaler de Sant Llàtzer de Jerusalem fou un orde militar fundada al final de segle xi a Jerusalem, primer per a assistir els malalts de lepra a Terra Santa i, simultàniament, per defensar-hi la fe cristiana i lluitar contra els musulmans. Va ésser suprimida en 1498 i, definitivament, en 1572.
No s'ha de confondre amb l'Orde de Sant Maurici i Sant Llàtzer, orde de cavalleria fundada en 1572, que continua en part la història de l'orde medieval.

## Història
Va ésser fundada abans, cap al final del segle xi o més probablement en començar el XII, com a orde d'assistència als malalts en un hospital per a leprosos que ja existia construït fora de la muralla de Jerusalem, i posat sota la protecció del personatge bíblic Llàtzer el leprós. L'hospital era portat per monjos basilians i estaven sota la jurisdicció del patriarca grec melquita de Jerusalem. Un grup de cristians llatins va començar a atendre-hi els malalts i va originar una comunitat que va prendre el nom d'Orde de Sant Llàtzer de Jerusalem. Els orígens de l'orde, però, són confusos i estan envoltats de llegendes. Sembla que la fundació va tenir lloc al final del segle xi, per Gerard de Tunc, qui també havia fundat l'Orde de Sant Joan de Jerusalem. Possiblement, en començar, els dos ordes estaven units i l'hospital de leprosos deuria dependre dels Hospitalers de Sant Joan, però començaren a tenir identitats diferenciades ja abans de 1120, quan Boyand Roger fou elegit mestre dels Hospitalers de Sant Llàtzer. La primera referència escrita a l'orde com a orde militar es troba en una carta de 1159, quan Enric II d'Anglaterra fa una donació als Cavallers i Germans de Sant Llàtzer.
A diferència d'altres ordes militars i religiosos de Terra Santa que depenien de l'Església llatina, els llatzaristes continuaren sota la jurisdicció del patriarca melquita (i en absència d'aquest, de l'arquebisbe d'Armènia) i, per tant, de l'Església oriental. Amb el temps, obriren nous hospitals en altres ciutats palestina, com Acre, que depenien del de Jerusalem.
Després de la presa de Jerusalem pels croats (1099), els cavallers cristians malalts de lepra ingressaren a l'hospital de Sant Llàtzer i, sovint, s'hi quedaven, ingressant en la comunitat monàstica i pronunciant-hi vots, però amb els privilegis que tenien com a cavallers; deixaven llavors de pertànyer a l'orde militar de la que provenien. La gran quantitat de cavallers templers i hospitalers que hi ingressaren va fer que l'orde s'anés militaritzant, ja que l'hospital necessitava una defensa contra els atacs dels musulmans o dels bandolers.
Entrat el segle xii va adoptar, com d'altres ordes militars, la Regla de Sant Agustí. Alexandre IV, amb la butlla Cum a nobis d'11 d'abril de 1255, confirmà l'orde com a orde militar i hospitaler, donant-li el nom d'Orde Militar i Hospitaler de Sant Llàtzer de Jerusalem, amb els objectius d'atendre els leprosos i acollir els cavallers d'altres ordes militars que haguessin contret la malaltia. Tot i que era primordialment un orde hospitaler, els seus cavallers van intervenir en campanyes militars, especialment a partir de la presa de Jerusalem per Saladí, en 1157. Intervingueren en la presa de Sant Joan d'Acre (1191), com la batalla de Gaza o La Forbie (14 d'octubre de 1244, on moriren heroicament tots els cavallers llatzaristes), la de Damiata (1249) o la d'Al Mansurah (1250). Després de la caiguda d'Acre, que havien defensat, en 1291, i de la dissolució de l'Orde del Temple, l'Orde de Sant Llàtzer abandonà la seva activitat militar i esdevingué un orde pobre, amb molt pocs ingressos.

### Expansió fora de Terra Santa
Durant aquest temps i ja d'ençà el segle xii, l'orde s'estengué per Europa. A mesura que els croats tornaven a Europa, a fundar hospitals similars arreu del continent, anomenats llatzarets. Els membres de l'orde, ara exclusivament dedicats a l'assistència sanitària, en tenien cura. Hi hagué comandes de l'orde a: França, Anglaterra, Escòcia, Alemanya, Països Baixos, Espanya, Itàlia, Suïssa, Flandes i Silèsia.
El 1154, Lluís VII de França donà a l'orde un castell a Boigny-sur-Bionne, vora Orleans. Quan l'orde perdé les possessions de Terra Santa, el Gran Mestre Thomas de Sainville s'instal·là a Boigny, que esdevingué la seu de l'orde fins a la Revolució francesa.

### Supressions i successors
El 5 d'abril de 1498, la butlla Cum solerti d'Alexandre VI va suprimir l'orde i va incorporar-la a l'Orde Hospitaler de Sant Joan (avui Orde de Malta). Els santjoanistes, però, només prengueren possessió dels béns dels llatzaristes a Alemanya. Pius IV va anul·lar les butlles anteriors i va restaurar l'orde per donar-ne el mestrat al seu favorit Giovanni de Castiglione (1565); la gestió del mestre no va reeixir i, això, juntament amb el retrocés de la lepra a Europa, va fer que el 13 de novembre de 1572 Gregori XIII el suprimís definitivament amb la butlla Pro comissa nobis, integrant les comandes italianes de l'orde a l'Orde de Sant Maurici (orde hospitaler de 1434), creant l'Orde dels Sants Maurici i Llàtzer, que esdevingué un orde de cavalleria de tipus honorífic.
A França, Enric IV de França, el 1608 uní la branca francesa de l'Orde de Sant Llàtzer amb el nou Orde de la Mare de Déu del Carmel, donant lloc al Reial, Militar i Hospitaler Orde de la Mare de Déu del Mont Carmel i Sant Llàtzer de Jerusalem, que subsistí fins al 1791 també com a orde de cavalleria.

## Successors actuals de l'orde medieval
Avui, algunes organitzacions s'atribueixen la successió de l'orde suprimit. Les antigues obediències de Malta i França van disputar sobre la seva primacia, i finalment van reunir-se en un nou Orde Militar i Hospitaler Unit de Sant Llàtzer de Jerusalem; aquest orde ha iniciat projectes de beneficència i difusió del cristianisme a l'Europa oriental (Rússia, Ucraïna, Armènia, Geòrgia) i el Pròxim Orient: Líban, Síria i Palestina. L'orde va ésser encarregat per la Unió Europea per portar i repartir 21.000 tones de menjar a Rússia.
Una branca d'Orleans, sota la protecció de la casa reial de França, Orde de Sant Llàtzer, amb el mateix nom i l'afegit d'Obediència d'Orleans. Des del 1962, existeix una organització benèfica britànica anomenada Grans Priorats Units de l'Orde Hospitaler de Sant Llàtzer, dedicada a l'assistència en hospitals, no té cap vinculació (ni ho ha pretès mai) amb l'orde antic.